# Sortes (Bragance)
Sortes est une freguesia portugaise du concelho de Bragance, avec une superficie de 21,3 km2 avec une population de 296 habitants (2011). Densité: 13,9 hab/km2.